# Tina Paulino
Pour les articles homonymes, voir Paulino.
Argentina da Glória Paulino dite Tina Paulino (née le 7 juillet 1973 à Inhambane) est une athlète mozambicaine.

## Carrière
Elle remporte la médaille d'or du 400 mètres aux Championnats d'Afrique de 1993 et la médaille d'argent du 800 mètres aux Jeux africains de 1995 et aux Jeux du Commonwealth de 1998.
Elle participe à trois éditions des Jeux olympiques ; déclarant forfait avant le départ des séries en 1996 et 2000, elle est éliminée en quarts de finale du 400 mètres en 1992.